# Oldenlandia proschii
Oldenlandia proschii là một loài thực vật có hoa trong họ Thiến thảo. Loài này được Briq. mô tả khoa học đầu tiên năm 1903.